# Point absorbant
En analyse mathématique, on dit qu'un point {\displaystyle x} d'un ensemble {\displaystyle P} d'un espace vectoriel réel {\displaystyle \mathbb {E} } est un point absorbant de {\displaystyle P} si, quel que soit {\displaystyle d\in \mathbb {E} }, il existe un scalaire {\displaystyle t>0}, tel que {\displaystyle x+td\in \mathbb {E} }.

## Cas d'un convexe dans un espace vectoriel de dimension finie
Lorsque {\displaystyle P} est convexe et {\displaystyle \mathbb {E} } est de dimension finie, les points absorbants sont les points intérieurs à {\displaystyle P}.
Point absorbant d'un convexe en dimension finie — Soient {\displaystyle \mathbb {E} } un espace vectoriel de dimension finie, {\displaystyle C} un convexe de {\displaystyle \mathbb {E} } et {\displaystyle x\in C}. Alors les propriétés suivantes sont équivalentes:
- {\displaystyle x} est un point absorbant de {\displaystyle C},
- {\displaystyle x} est intérieur à {\displaystyle C},
- {\displaystyle \mathbb {E} =\mathbb {R} _{+}(C-x)}.

La troisième propriété fait le lien avec le cône des directions admissibles.